# Julius Bachem (Politiker, 1845)

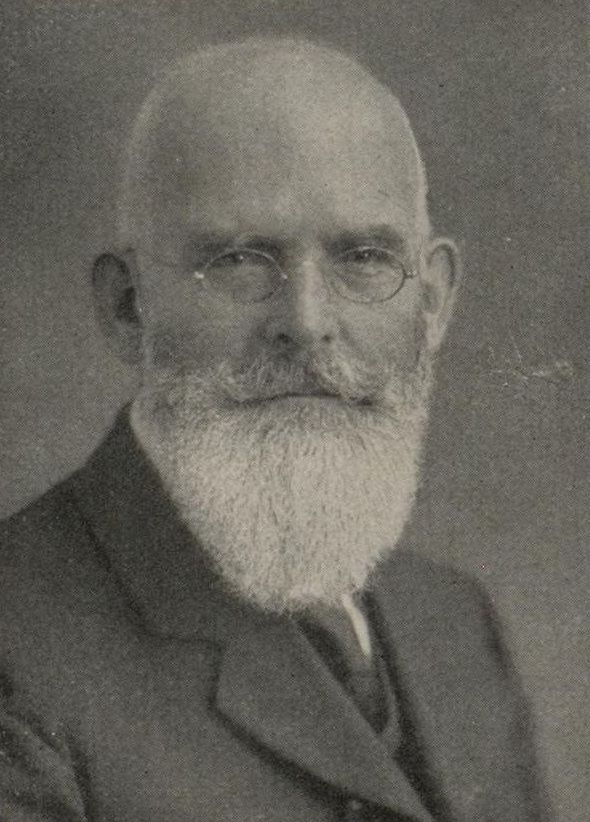
Julius Bachem

Nicolaus Heinrich Julius Bachem (* 2. Juli 1845 in Mülheim an der Ruhr; † 22. Januar 1918 in Köln) war ein deutscher Jurist, Verleger, Publizist und Politiker der Zentrumspartei.

## Anwalt, Journalist und Verleger
Bachem studierte Philologie, Naturwissenschaften und Rechtswissenschaften in Bonn und Berlin. Seit 1873 war er als Rechtsanwalt tätig. Im Zusammenhang mit dem Kulturkampf war er insbesondere in kirchenpolitischen Prozessen oder in Fragen des Presserechts Verteidiger.
Zwischen 1869 und 1914 arbeitete Bachem zudem als Chefredakteur zeitweise zusammen mit Hermann Cardauns bei der Kölnischen Volkszeitung. Herausgegeben wurde die Zeitung von der familieneigenen Verlagsbuchhandlung und Buchdruckerei J.P. Bachem. Die Leitung übernahm Bachem schließlich selbst. Das Blatt stand dabei in unmittelbarer Konkurrenz zur liberalen Kölnischen Zeitung des Verlegers DuMont. Begünstigt durch den Kulturkampf gelang der Volkszeitung seit den 1870er Jahren ein bemerkenswerter Aufschwung. Betrug ihre Auflage 1871 erst siebentausend Exemplare, waren es 1914 dreimal täglich jeweils etwa 30.000 Exemplare. Damit war sie das führende katholische Blatt in Westdeutschland. Aber auch in Süd- oder gar Ostdeutschland gab es im katholischen Bereich keine wirkliche Entsprechung.

## Politiker
Zwischen 1875 und 1890 war Bachem Stadtverordneter in Köln. Er war außerdem eine der führenden Personen der Zentrumspartei im Rheinland und auf Reichsebene. Bachem gehörte dabei einer neuen Generation von Zentrumspolitikern an, die mit ihrem Einfluss auf Presse, katholische Vereine und einflussreiche Kleriker die alten Honoratioren der Partei verdrängten. Zwischen 1877 und 1891 war er für diese Partei Mitglied im Preußischen Abgeordnetenhaus, wo er den Wahlkreis Köln 4 (Siegkreis – Mülheim am Rhein – Wipperfürth) vertrat.
Seine parlamentarische Karriere musste er nach der Geburt eines unehelichen Kindes beenden. Gleichwohl blieb er im Zentrum einflussreich. Von Bedeutung für diese Partei war nicht zuletzt seine programmatische Schrift von 1906: „Wir müssen aus dem Turm heraus.“ Gemeint war damit die Kritik an der Abschottung der katholischen Zentrumspartei gegenüber allen anderen politischen Kräften jenseits des katholischen Milieus. Bachem kritisierte die wachsende Überbetonung des konfessionellen Prinzips, sprach sich für die Unabhängigkeit der Politik von päpstlichen Weisungen und eine Stärkung der Laien aus. Mit dem Plädoyer für eine Zusammenarbeit mit Protestanten und letztlich für eine überkonfessionelle christliche Partei löste Bachem den so genannten Zentrumsstreit aus. Die Kölnische Volkszeitung wurde dabei unter seiner Leitung zum Sprachrohr der von Bachem stark mitgeprägten „Kölner Richtung.“ Zumindest mittelfristig hat er so zur Öffnung des deutschen Katholizismus entscheidend beigetragen. In der Zeitung von Umberto Benigni nannte man die Bestrebungen, die Zentrumspartei unabhängiger von der katholischen Kirche zu machen, Bachemismus und Martin Spahn den Benjamin des Bachemismus.
Allerdings war Bachem im katholischen Deutschland ein Vertreter des Antisemitismus.

## Autor und Enzyklopädist
Er war Verfasser zahlreicher politischer Veröffentlichungen. Bachem war zudem Mitbegründer und Vorstandsmitglied der Görres-Gesellschaft. Im Rahmen der Gesellschaft war er zwischen 1886 und 1912 Herausgeber des „Staatslexikons der Görres-Gesellschaft“.
Als Anerkennung für seine Verdienste wurde er zum Dr. iur. h. c. ernannt.
Julius Bachem starb am 22. Januar 1918 im Alter von 72 Jahren und wurde auf dem Kölner Melaten-Friedhof (Flur 82) begraben.